# ATP World Tour 2012
ATP World Tour 2012 – sezon profesjonalnych męskich turniejów tenisowych organizowanych przez Association of Tennis Professionals w 2012 roku. ATP World Tour 2012 obejmował turnieje wielkoszlemowe (organizowane przez International Tennis Federation), turnieje rangi ATP World Tour Masters 1000, ATP World Tour 500, ATP World Tour 250, zawody Pucharu Davisa (organizowane przez ITF), ATP World Tour Finals oraz Letnie Igrzyska Olimpijskie 2012 (organizowane przez ITF).

## Klasyfikacja turniejów
| Igrzyska olimpijskie        |
| Wielki Szlem                |
| ATP World Tour Finals       |
| ATP World Tour Masters 1000 |
| ATP World Tour 500          |
| ATP World Tour 250          |

## Styczeń
| Data        | Turniej                                             | Zwycięzcy                            | Wynik                      | Finaliści                             | Półfinaliści                            | Ćwierćfinaliści                                                         |
| ----------- | --------------------------------------------------- | ------------------------------------ | -------------------------- | ------------------------------------- | --------------------------------------- | ----------------------------------------------------------------------- |
| 1 stycznia  | Brisbane International Brisbane ATP World Tour 250  | Andy Murray                          | 6:1, 6:3                   | Ołeksandr Dołhopołow                  | Gilles Simon Bernard Tomic              | Markos Pagdatis Santiago Giraldo Denis Istomin Radek Štěpánek           |
| 1 stycznia  | Brisbane International Brisbane ATP World Tour 250  | Maks Mirny Daniel Nestor             | 6:1, 6:2                   | Jürgen Melzer Philipp Petzschner      | Gilles Simon Bernard Tomic              | Markos Pagdatis Santiago Giraldo Denis Istomin Radek Štěpánek           |
| 2 stycznia  | Aircel Chennai Open Ćennaj ATP World Tour 250       | Milos Raonic                         | 6:7(4), 7:6(4), 7:6(4)     | Janko Tipsarević                      | Nicolás Almagro Gō Soeda                | David Goffin Dudi Sela Yūichi Sugita Stanislas Wawrinka                 |
| 2 stycznia  | Aircel Chennai Open Ćennaj ATP World Tour 250       | Leander Paes Janko Tipsarević        | 6:4, 6:4                   | Jonatan Erlich Andy Ram               | Nicolás Almagro Gō Soeda                | David Goffin Dudi Sela Yūichi Sugita Stanislas Wawrinka                 |
| 2 stycznia  | Qatar ExxonMobil Open Doha ATP World Tour 250       | Jo-Wilfried Tsonga                   | 7:5, 6:3                   | Gaël Monfils                          | Roger Federer Rafael Nadal              | Michaił Jużny Albert Ramos Andreas Seppi Viktor Troicki                 |
| 2 stycznia  | Qatar ExxonMobil Open Doha ATP World Tour 250       | Filip Polášek Lukáš Rosol            | 6:3, 6:4                   | Christopher Kas Philipp Kohlschreiber | Roger Federer Rafael Nadal              | Michaił Jużny Albert Ramos Andreas Seppi Viktor Troicki                 |
| 8 stycznia  | Apia International Sydney Sydney ATP World Tour 250 | Jarkko Nieminen                      | 6:2, 7:5                   | Julien Benneteau                      | Markos Pagdatis Denis Istomin           | Alex Bogomolov Jr. Richard Gasquet Juan Martín del Potro Bobby Reynolds |
| 8 stycznia  | Apia International Sydney Sydney ATP World Tour 250 | Bob Bryan Mike Bryan                 | 6:1, 6:4                   | Matthew Ebden Jarkko Nieminen         | Markos Pagdatis Denis Istomin           | Alex Bogomolov Jr. Richard Gasquet Juan Martín del Potro Bobby Reynolds |
| 8 stycznia  | Heineken Open Auckland ATP World Tour 250           | David Ferrer                         | 6:3, 6:4                   | Olivier Rochus                        | Philipp Kohlschreiber Fernando Verdasco | Nicolás Almagro Alejandro Falla Guillermo García-López Benoît Paire     |
| 8 stycznia  | Heineken Open Auckland ATP World Tour 250           | Oliver Marach Alexander Peya         | 6:3, 6:2                   | František Čermák Filip Polášek        | Philipp Kohlschreiber Fernando Verdasco | Nicolás Almagro Alejandro Falla Guillermo García-López Benoît Paire     |
| 16 stycznia | Australian Open Melbourne Wielki Szlem              | Novak Đoković                        | 5:7, 6:4, 6:2, 6:7(5), 7:5 | Rafael Nadal                          | Roger Federer Andy Murray               | Tomáš Berdych David Ferrer Juan Martín del Potro Kei Nishikori          |
| 16 stycznia | Australian Open Melbourne Wielki Szlem              | Leander Paes Radek Štěpánek          | 7:6(1), 6:2                | Bob Bryan Mike Bryan                  | Roger Federer Andy Murray               | Tomáš Berdych David Ferrer Juan Martín del Potro Kei Nishikori          |
| 30 stycznia | Open Sud de France Montpellier ATP World Tour 250   | Tomáš Berdych                        | 6:2, 4:6, 6:3              | Gaël Monfils                          | Philipp Kohlschreiber Gilles Simon      | Richard Gasquet Nicolas Mahut Jarkko Nieminen Guillaume Rufin           |
| 30 stycznia | Open Sud de France Montpellier ATP World Tour 250   | Nicolas Mahut Édouard Roger-Vasselin | 6:4, 7:6(4)                | Paul Hanley Jamie Murray              | Philipp Kohlschreiber Gilles Simon      | Richard Gasquet Nicolas Mahut Jarkko Nieminen Guillaume Rufin           |
| 30 stycznia | PBZ Zagreb Indoors Zagrzeb ATP World Tour 250       | Michaił Jużny                        | 6:2, 6:3                   | Lukáš Lacko                           | Markos Pagdatis Michael Berrer          | Ivan Dodig Robin Haase Ivo Karlović Jürgen Melzer                       |
| 30 stycznia | PBZ Zagreb Indoors Zagrzeb ATP World Tour 250       | Markos Pagdatis Michaił Jużny        | 6:2, 6:2                   | Ivan Dodig Mate Pavić                 | Markos Pagdatis Michael Berrer          | Ivan Dodig Robin Haase Ivo Karlović Jürgen Melzer                       |
| 30 stycznia | VTR Open Viña del Mar ATP World Tour 250            | Juan Mónaco                          | 6:3, 6:7(1), 6:1           | Carlos Berlocq                        | Jérémy Chardy Juan Ignacio Chela        | Federico Delbonis Fred Gil Albert Montañés João Souza                   |
| 30 stycznia | VTR Open Viña del Mar ATP World Tour 250            | Fred Gil Daniel Gimeno-Traver        | 1:6, 7:5, 12-10            | Pablo Andújar Carlos Berlocq          | Jérémy Chardy Juan Ignacio Chela        | Federico Delbonis Fred Gil Albert Montañés João Souza                   |

## Luty
| Data      | Turniej                                                                         | Zwycięzcy                            | Wynik              | Finaliści                            | Półfinaliści                        | Ćwierćfinaliści                                                      |
| --------- | ------------------------------------------------------------------------------- | ------------------------------------ | ------------------ | ------------------------------------ | ----------------------------------- | -------------------------------------------------------------------- |
| 13 lutego | ABN AMRO World Tennis Tournament Rotterdam ATP World Tour 500                   | Roger Federer                        | 6:1, 6:4           | Juan Martín del Potro                | Tomáš Berdych Nikołaj Dawydienko    | Richard Gasquet Jarkko Nieminen Andreas Seppi Viktor Troicki         |
| 13 lutego | ABN AMRO World Tennis Tournament Rotterdam ATP World Tour 500                   | Michaël Llodra Nenad Zimonjić        | 4:6, 7:5, 16-14    | Robert Lindstedt Horia Tecău         | Tomáš Berdych Nikołaj Dawydienko    | Richard Gasquet Jarkko Nieminen Andreas Seppi Viktor Troicki         |
| 13 lutego | Brasil Open 2012 São Paulo ATP World Tour 250                                   | Nicolás Almagro                      | 6:3, 4:6, 6:4      | Filippo Volandri                     | Thomaz Bellucci Albert Ramos        | Carlos Berlocq Leonardo Mayer David Nalbandian Fernando Verdasco     |
| 13 lutego | Brasil Open 2012 São Paulo ATP World Tour 250                                   | Eric Butorac Bruno Soares            | 3:6, 6:4, 10-8     | Michal Mertiňák André Sá             | Thomaz Bellucci Albert Ramos        | Carlos Berlocq Leonardo Mayer David Nalbandian Fernando Verdasco     |
| 13 lutego | SAP Open San Jose ATP World Tour 250                                            | Milos Raonic                         | 7:6(3), 6:2        | Denis Istomin                        | Julien Benneteau Ryan Harrison      | Kevin Anderson Steve Darcis Dimitar Kutrowski Andy Roddick           |
| 13 lutego | SAP Open San Jose ATP World Tour 250                                            | Mark Knowles Xavier Malisse          | 6:4, 1:6, 10-5     | Kevin Anderson Frank Moser           | Julien Benneteau Ryan Harrison      | Kevin Anderson Steve Darcis Dimitar Kutrowski Andy Roddick           |
| 20 lutego | Open 13 Marsylia ATP World Tour 250                                             | Juan Martín del Potro                | 6:4, 6:4           | Michaël Llodra                       | Janko Tipsarević Jo-Wilfried Tsonga | Richard Gasquet Ivan Ljubičić Albano Olivetti Édouard Roger-Vasselin |
| 20 lutego | Open 13 Marsylia ATP World Tour 250                                             | Nicolas Mahut Édouard Roger-Vasselin | 3:6, 6:3, 10-6     | Dustin Brown Jo-Wilfried Tsonga      | Janko Tipsarević Jo-Wilfried Tsonga | Richard Gasquet Ivan Ljubičić Albano Olivetti Édouard Roger-Vasselin |
| 20 lutego | Regions Morgan Keegan Championships Memphis ATP World Tour 500                  | Jürgen Melzer                        | 7:5, 7:6(4)        | Milos Raonic                         | Benjamin Becker Radek Štěpánek      | John Isner Łukasz Kubot Sam Querrey Olivier Rochus                   |
| 20 lutego | Regions Morgan Keegan Championships Memphis ATP World Tour 500                  | Maks Mirny Daniel Nestor             | 4:6, 7:5, 10-7     | Ivan Dodig Marcelo Melo              | Benjamin Becker Radek Štěpánek      | John Isner Łukasz Kubot Sam Querrey Olivier Rochus                   |
| 20 lutego | Copa Claro Buenos Aires ATP World Tour 250                                      | David Ferrer                         | 4:6, 6:3, 6:2      | Nicolás Almagro                      | David Nalbandian Stanislas Wawrinka | Igor Andriejew Carlos Berlocq Fernando González Kei Nishikori        |
| 20 lutego | Copa Claro Buenos Aires ATP World Tour 250                                      | David Marrero Fernando Verdasco      | 6:4, 6:4           | Michal Mertiňák André Sá             | David Nalbandian Stanislas Wawrinka | Igor Andriejew Carlos Berlocq Fernando González Kei Nishikori        |
| 27 lutego | Dubai Duty Free Tennis Championships Dubaj ATP World Tour 500                   | Roger Federer                        | 7:5, 6:4           | Andy Murray                          | Novak Đoković Juan Martín del Potro | Tomáš Berdych Michaił Jużny Janko Tipsarević Jo-Wilfried Tsonga      |
| 27 lutego | Dubai Duty Free Tennis Championships Dubaj ATP World Tour 500                   | Mahesh Bhupathi Rohan Bopanna        | 6:4, 3:6, 10-5     | Mariusz Fyrstenberg Marcin Matkowski | Novak Đoković Juan Martín del Potro | Tomáš Berdych Michaił Jużny Janko Tipsarević Jo-Wilfried Tsonga      |
| 27 lutego | Delray Beach International Tennis Championships Delray Beach ATP World Tour 250 | Kevin Anderson                       | 6:4, 7:6(2)        | Marinko Matošević                    | John Isner Dudi Sela                | Ernests Gulbis Philipp Kohlschreiber Andy Roddick Bernard Tomic      |
| 27 lutego | Delray Beach International Tennis Championships Delray Beach ATP World Tour 250 | Colin Fleming Ross Hutchins          | 2:6, 7:6(5), 15-13 | Michal Mertiňák André Sá             | John Isner Dudi Sela                | Ernests Gulbis Philipp Kohlschreiber Andy Roddick Bernard Tomic      |
| 27 lutego | Abierto Mexicano TELCEL Acapulco ATP World Tour 500                             | David Ferrer                         | 6:1, 6:2           | Fernando Verdasco                    | Santiago Giraldo Stanislas Wawrinka | Nicolás Almagro Pablo Andújar Carlos Berlocq Jérémy Chardy           |
| 27 lutego | Abierto Mexicano TELCEL Acapulco ATP World Tour 500                             | David Marrero Fernando Verdasco      | 6:3, 6:4           | Marcel Granollers Marc López         | Santiago Giraldo Stanislas Wawrinka | Nicolás Almagro Pablo Andújar Carlos Berlocq Jérémy Chardy           |

## Marzec
| Data     | Turniej                                                   | Zwycięzcy                   | Wynik          | Finaliści                | Półfinaliści               | Ćwierćfinaliści                                                     |
| -------- | --------------------------------------------------------- | --------------------------- | -------------- | ------------------------ | -------------------------- | ------------------------------------------------------------------- |
| 8 marca  | BNP Paribas Open Indian Wells ATP World Tour Masters 1000 | Roger Federer               | 7:6(7), 6:3    | John Isner               | Novak Đoković Rafael Nadal | Nicolás Almagro Juan Martín del Potro David Nalbandian Gilles Simon |
| 8 marca  | BNP Paribas Open Indian Wells ATP World Tour Masters 1000 | Marc López Rafael Nadal     | 6:2, 7:6(3)    | John Isner Sam Querrey   | Novak Đoković Rafael Nadal | Nicolás Almagro Juan Martín del Potro David Nalbandian Gilles Simon |
| 21 marca | Sony Ericsson Open Miami ATP World Tour Masters 1000      | Novak Đoković               | 6:1, 7:6(4)    | Andy Murray              | Juan Mónaco Rafael Nadal   | David Ferrer Mardy Fish Janko Tipsarević Jo-Wilfried Tsonga         |
| 21 marca | Sony Ericsson Open Miami ATP World Tour Masters 1000      | Leander Paes Radek Štěpánek | 3:6, 6:1, 10-8 | Maks Mirny Daniel Nestor | Juan Mónaco Rafael Nadal   | David Ferrer Mardy Fish Janko Tipsarević Jo-Wilfried Tsonga         |

## Kwiecień
| Data        | Turniej                                                           | Zwycięzcy                              | Wynik             | Finaliści                         | Półfinaliści                     | Ćwierćfinaliści                                                           |
| ----------- | ----------------------------------------------------------------- | -------------------------------------- | ----------------- | --------------------------------- | -------------------------------- | ------------------------------------------------------------------------- |
| 9 kwietnia  | Grand Prix Hassan II Casablanca ATP World Tour 250                | Pablo Andújar                          | 6:1, 7:6(5)       | Albert Ramos                      | Igor Andriejew Flavio Cipolla    | Jérémy Chardy Guillermo García-López Sergio Gutierrez-Ferrol Benoît Paire |
| 9 kwietnia  | Grand Prix Hassan II Casablanca ATP World Tour 250                | Dustin Brown Paul Hanley               | 7:5, 6:3          | Daniele Bracciali Fabio Fognini   | Igor Andriejew Flavio Cipolla    | Jérémy Chardy Guillermo García-López Sergio Gutierrez-Ferrol Benoît Paire |
| 9 kwietnia  | US Men’s Clay Court Championships Houston ATP World Tour 250      | Juan Mónaco                            | 6:2, 3:6, 6:3     | John Isner                        | Feliciano López Michael Russell  | Kevin Anderson Carlos Berlocq Ryan Harrison Ryan Sweeting                 |
| 9 kwietnia  | US Men’s Clay Court Championships Houston ATP World Tour 250      | James Blake Sam Querrey                | 7:6(14), 6:4      | Treat Huey Dominic Inglot         | Feliciano López Michael Russell  | Kevin Anderson Carlos Berlocq Ryan Harrison Ryan Sweeting                 |
| 15 kwietnia | Monte-Carlo Rolex Masters Monte Carlo ATP World Tour Masters 1000 | Rafael Nadal                           | 6:3, 6:1          | Novak Đoković                     | Tomáš Berdych Gilles Simon       | Robin Haase Andy Murray Jo-Wilfried Tsonga Stanislas Wawrinka             |
| 15 kwietnia | Monte-Carlo Rolex Masters Monte Carlo ATP World Tour Masters 1000 | Bob Bryan Mike Bryan                   | 6:2, 6:3          | Maks Mirny Daniel Nestor          | Tomáš Berdych Gilles Simon       | Robin Haase Andy Murray Jo-Wilfried Tsonga Stanislas Wawrinka             |
| 23 kwietnia | BRD Năstase Ţiriac Trophy Bukareszt ATP World Tour 250            | Gilles Simon                           | 6:4, 6:3          | Fabio Fognini                     | Matthias Bachinger Attila Balázs | Daniel Brands Łukasz Kubot Xavier Malisse Andreas Seppi                   |
| 23 kwietnia | BRD Năstase Ţiriac Trophy Bukareszt ATP World Tour 250            | Robert Lindstedt Horia Tecău           | 7:6(2), 6:3       | Jérémy Chardy Łukasz Kubot        | Matthias Bachinger Attila Balázs | Daniel Brands Łukasz Kubot Xavier Malisse Andreas Seppi                   |
| 23 kwietnia | Barcelona Open Banc Sabadell Barcelona ATP World Tour 500         | Rafael Nadal                           | 7:6(1), 7:5       | David Ferrer                      | Milos Raonic Fernando Verdasco   | Feliciano López Andy Murray Kei Nishikori Janko Tipsarević                |
| 23 kwietnia | Barcelona Open Banc Sabadell Barcelona ATP World Tour 500         | Mariusz Fyrstenberg Marcin Matkowski   | 2:6, 7:6(7), 10-8 | Marcel Granollers Marc López      | Milos Raonic Fernando Verdasco   | Feliciano López Andy Murray Kei Nishikori Janko Tipsarević                |
| 30 kwietnia | BMW Open Monachium ATP World Tour 250                             | Philipp Kohlschreiber                  | 7:6(8), 6:3       | Marin Čilić                       | Tommy Haas Feliciano López       | Markos Pagdatis Michaił Jużny Marinko Matošević Bernard Tomic             |
| 30 kwietnia | BMW Open Monachium ATP World Tour 250                             | František Čermák Filip Polášek         | 6:4, 7:5          | Xavier Malisse Dick Norman        | Tommy Haas Feliciano López       | Markos Pagdatis Michaił Jużny Marinko Matošević Bernard Tomic             |
| 30 kwietnia | Serbia Open 2012 Belgrad ATP World Tour 250                       | Andreas Seppi                          | 6:3, 6:2          | Benoît Paire                      | Pablo Andújar David Nalbandian   | Gilles Müller Jarkko Nieminen Lukáš Rosol João Souza                      |
| 30 kwietnia | Serbia Open 2012 Belgrad ATP World Tour 250                       | Jonatan Erlich Andy Ram                | 4:6, 6:2, 10-6    | Martin Emmrich Andreas Siljeström | Pablo Andújar David Nalbandian   | Gilles Müller Jarkko Nieminen Lukáš Rosol João Souza                      |
| 30 kwietnia | Estoril Open Estoril ATP World Tour 250                           | Juan Martín del Potro                  | 6:4, 6:2          | Richard Gasquet                   | Albert Ramos Stanislas Wawrinka  | Robin Haase Albert Montañés Daniel Muñoz de la Nava João Sousa            |
| 30 kwietnia | Estoril Open Estoril ATP World Tour 250                           | Aisam-ul-Haq Qureshi Jean-Julien Rojer | 7:5, 7:5          | Julian Knowle David Marrero       | Albert Ramos Stanislas Wawrinka  | Robin Haase Albert Montañés Daniel Muñoz de la Nava João Sousa            |

## Maj
| Data    | Turniej                                                      | Zwycięzcy                            | Wynik                              | Finaliści                     | Półfinaliści                           | Ćwierćfinaliści                                                      |
| ------- | ------------------------------------------------------------ | ------------------------------------ | ---------------------------------- | ----------------------------- | -------------------------------------- | -------------------------------------------------------------------- |
| 6 maja  | Mutua Madrid Open Madryt ATP World Tour Masters 1000         | Roger Federer                        | 3:6, 7:5, 7:5                      | Tomáš Berdych                 | Juan Martín del Potro Janko Tipsarević | Novak Đoković Ołeksandr Dołhopołow David Ferrer Fernando Verdasco    |
| 6 maja  | Mutua Madrid Open Madryt ATP World Tour Masters 1000         | Mariusz Fyrstenberg Marcin Matkowski | 6:3, 6:4                           | Robert Lindstedt Horia Tecău  | Juan Martín del Potro Janko Tipsarević | Novak Đoković Ołeksandr Dołhopołow David Ferrer Fernando Verdasco    |
| 13 maja | Internazionali BNL d’Italia Rzym ATP World Tour Masters 1000 | Rafael Nadal                         | 7:5, 6:3                           | Novak Đoković                 | Roger Federer David Ferrer             | Tomáš Berdych Richard Gasquet Andreas Seppi Jo-Wilfried Tsonga       |
| 13 maja | Internazionali BNL d’Italia Rzym ATP World Tour Masters 1000 | Marcel Granollers Marc López         | 6:3, 6:2                           | Łukasz Kubot Janko Tipsarević | Roger Federer David Ferrer             | Tomáš Berdych Richard Gasquet Andreas Seppi Jo-Wilfried Tsonga       |
| 20 maja | Power Horse World Team Cup Düsseldorf ATP World Tour 250     | Serbia                               | 7:5, 7:6(8) 2:6, 6:4, 6:3 6:3, 6:1 | Czechy                        | Argentyna · Niemcy                     | Chorwacja · Japonia · Rosja · Stany Zjednoczone                      |
| 20 maja | Open de Nice Côte d’Azur Nicea ATP World Tour 250            | Nicolás Almagro                      | 6:3, 6:2                           | Brian Baker                   | Nikołaj Dawydienko Gilles Simon        | Thomaz Bellucci Steve Darcis John Isner Michaił Kukuszkin            |
| 20 maja | Open de Nice Côte d’Azur Nicea ATP World Tour 250            | Bob Bryan Mike Bryan                 | 7:6(5), 6:3                        | Oliver Marach Filip Polášek   | Nikołaj Dawydienko Gilles Simon        | Thomaz Bellucci Steve Darcis John Isner Michaił Kukuszkin            |
| 27 maja | Roland Garros Paryż Wielki Szlem                             | Rafael Nadal                         | 6:4, 6:3, 2:6, 7:5                 | Novak Đoković                 | Roger Federer David Ferrer             | Nicolás Almagro Juan Martín del Potro Andy Murray Jo-Wilfried Tsonga |
| 27 maja | Roland Garros Paryż Wielki Szlem                             | Maks Mirny Daniel Nestor             | 6:4, 6:4                           | Bob Bryan Mike Bryan          | Roger Federer David Ferrer             | Nicolás Almagro Juan Martín del Potro Andy Murray Jo-Wilfried Tsonga |

## Czerwiec
| Data       | Turniej                                           | Zwycięzcy                              | Wynik                         | Finaliści                             | Półfinaliści                        | Ćwierćfinaliści                                                     |
| ---------- | ------------------------------------------------- | -------------------------------------- | ----------------------------- | ------------------------------------- | ----------------------------------- | ------------------------------------------------------------------- |
| 11 czerwca | Gerry Weber Open Halle ATP World Tour 250         | Tommy Haas                             | 7:6(5), 6:4                   | Roger Federer                         | Michaił Jużny Philipp Kohlschreiber | Tomáš Berdych Rafael Nadal Milos Raonic Radek Štěpánek              |
| 11 czerwca | Gerry Weber Open Halle ATP World Tour 250         | Aisam-ul-Haq Qureshi Jean-Julien Rojer | 6:3, 6:4                      | Treat Huey Scott Lipsky               | Michaił Jużny Philipp Kohlschreiber | Tomáš Berdych Rafael Nadal Milos Raonic Radek Štěpánek              |
| 11 czerwca | AEGON Championships Londyn ATP World Tour 250     | Marin Čilić                            | 6:7(3), 4:3 dyskwalifikacja   | David Nalbandian                      | Grigor Dimitrow Sam Querrey         | Kevin Anderson Ivan Dodig Lu Yen-hsun Xavier Malisse                |
| 11 czerwca | AEGON Championships Londyn ATP World Tour 250     | Maks Mirny Daniel Nestor               | 6:3, 6:4                      | Bob Bryan Mike Bryan                  | Grigor Dimitrow Sam Querrey         | Kevin Anderson Ivan Dodig Lu Yen-hsun Xavier Malisse                |
| 17 czerwca | UNICEF Open ’s-Hertogenbosch ATP World Tour 250   | David Ferrer                           | 6:3, 6:4                      | Philipp Petzschner                    | Xavier Malisse Benoît Paire         | Tatsuma Itō Gilles Müller Édouard Roger-Vasselin Igor Sijsling      |
| 17 czerwca | UNICEF Open ’s-Hertogenbosch ATP World Tour 250   | Robert Lindstedt Horia Tecău           | 6:3, 7:6(1)                   | Juan Sebastián Cabal Dmitrij Tursunow | Xavier Malisse Benoît Paire         | Tatsuma Itō Gilles Müller Édouard Roger-Vasselin Igor Sijsling      |
| 17 czerwca | AEGON International Eastbourne ATP World Tour 250 | Andy Roddick                           | 6:3, 6:2                      | Andreas Seppi                         | Steve Darcis Ryan Harrison          | Fabio Fognini Denis Istomin Philipp Kohlschreiber Marinko Matošević |
| 17 czerwca | AEGON International Eastbourne ATP World Tour 250 | Colin Fleming Ross Hutchins            | 6:4, 6:3                      | Jamie Delgado Ken Skupski             | Steve Darcis Ryan Harrison          | Fabio Fognini Denis Istomin Philipp Kohlschreiber Marinko Matošević |
| 25 czerwca | Wimbledon Londyn Wielki Szlem                     | Roger Federer                          | 4:6, 7:5, 6:3, 6:4            | Andy Murray                           | Novak Đoković Jo-Wilfried Tsonga    | David Ferrer Michaił Jużny Philipp Kohlschreiber Florian Mayer      |
| 25 czerwca | Wimbledon Londyn Wielki Szlem                     | Jonathan Marray Frederik Nielsen       | 4:6, 6:4, 7:6(5), 6:7(5), 6:3 | Robert Lindstedt Horia Tecău          | Novak Đoković Jo-Wilfried Tsonga    | David Ferrer Michaił Jużny Philipp Kohlschreiber Florian Mayer      |

## Lipiec
| Data     | Turniej                                                                   | Zwycięzcy                       | Wynik                | Finaliści                                   | Półfinaliści                           | Ćwierćfinaliści                                                   |
| -------- | ------------------------------------------------------------------------- | ------------------------------- | -------------------- | ------------------------------------------- | -------------------------------------- | ----------------------------------------------------------------- |
| 9 lipca  | MercedesCup Stuttgart ATP World Tour 250                                  | Janko Tipsarević                | 6:4, 5:7, 6:3        | Juan Mónaco                                 | Thomaz Bellucci Guillermo García-López | Dustin Brown Pavol Červenák Björn Phau Cedrik-Marcel Stebe        |
| 9 lipca  | MercedesCup Stuttgart ATP World Tour 250                                  | Jérémy Chardy Łukasz Kubot      | 6:1, 6:3             | Michal Mertiňák André Sá                    | Thomaz Bellucci Guillermo García-López | Dustin Brown Pavol Červenák Björn Phau Cedrik-Marcel Stebe        |
| 9 lipca  | Campbell’s Hall of Fame Tennis Championships Newport ATP World Tour 250   | John Isner                      | 7:6(1), 6:3          | Lleyton Hewitt                              | Ryan Harrison Rajeev Ram               | Benjamin Becker Kei Nishikori Dudi Sela Izak van der Merwe        |
| 9 lipca  | Campbell’s Hall of Fame Tennis Championships Newport ATP World Tour 250   | Santiago González Scott Lipsky  | 7:6(3), 6:3          | Colin Fleming Ross Hutchins                 | Ryan Harrison Rajeev Ram               | Benjamin Becker Kei Nishikori Dudi Sela Izak van der Merwe        |
| 9 lipca  | SkiStar Swedish Open Båstad ATP World Tour 250                            | David Ferrer                    | 6:2, 6:2             | Nicolás Almagro                             | Grigor Dimitrow Jan Hájek              | Daniel Gimeno-Traver Albert Ramos Tommy Robredo Jürgen Zopp       |
| 9 lipca  | SkiStar Swedish Open Båstad ATP World Tour 250                            | Robert Lindstedt Horia Tecău    | 6:3, 7:6(5)          | Alexander Peya Bruno Soares                 | Grigor Dimitrow Jan Hájek              | Daniel Gimeno-Traver Albert Ramos Tommy Robredo Jürgen Zopp       |
| 9 lipca  | ATP Vegeta Croatia Open Umag Umag ATP World Tour 250                      | Marin Čilić                     | 6:4, 6:2             | Marcel Granollers                           | Ołeksandr Dołhopołow Fernando Verdasco | Matthias Bachinger Carlos Berlocq Andriej Kuzniecow Wayne Odesnik |
| 9 lipca  | ATP Vegeta Croatia Open Umag Umag ATP World Tour 250                      | David Marrero Fernando Verdasco | 6:3, 7:6(4)          | Marcel Granollers Marc López                | Ołeksandr Dołhopołow Fernando Verdasco | Matthias Bachinger Carlos Berlocq Andriej Kuzniecow Wayne Odesnik |
| 16 lipca | bet-at-home Open – German Tennis Championships Hamburg ATP World Tour 500 | Juan Mónaco                     | 7:5, 6:4             | Tommy Haas                                  | Nicolás Almagro Marin Čilić            | Jérémy Chardy Philipp Kohlschreiber Florian Mayer Albert Ramos    |
| 16 lipca | bet-at-home Open – German Tennis Championships Hamburg ATP World Tour 500 | David Marrero Fernando Verdasco | 6:4, 6:3             | Rogério Dutra Silva Daniel Muñoz de la Nava | Nicolás Almagro Marin Čilić            | Jérémy Chardy Philipp Kohlschreiber Florian Mayer Albert Ramos    |
| 16 lipca | BB&T Atlanta Open Atlanta ATP World Tour 250                              | Andy Roddick                    | 1:6, 7:6(2), 6:2     | Gilles Müller                               | John Isner Gō Soeda                    | Matthew Ebden Kei Nishikori Michael Russell Jack Sock             |
| 16 lipca | BB&T Atlanta Open Atlanta ATP World Tour 250                              | Matthew Ebden Ryan Harrison     | 6:3, 3:6, 10-6       | Xavier Malisse Michael Russell              | John Isner Gō Soeda                    | Matthew Ebden Kei Nishikori Michael Russell Jack Sock             |
| 16 lipca | Crédit Agricole Suisse Open Gstaad Gstaad ATP World Tour 250              | Thomaz Bellucci                 | 6:7(6), 6:4, 6:2     | Janko Tipsarević                            | Grigor Dimitrow Paul-Henri Mathieu     | Ernests Gulbis Jan Hernych Łukasz Kubot Feliciano López           |
| 16 lipca | Crédit Agricole Suisse Open Gstaad Gstaad ATP World Tour 250              | Marcel Granollers Marc López    | 6:4, 7:6(9)          | Robert Farah Santiago Giraldo               | Grigor Dimitrow Paul-Henri Mathieu     | Ernests Gulbis Jan Hernych Łukasz Kubot Feliciano López           |
| 22 lipca | bet-at-home Cup Kitzbühel Kitzbühel ATP World Tour 250                    | Robin Haase                     | 6:7(2), 6:3, 6:2     | Philipp Kohlschreiber                       | Martin Kližan Filippo Volandri         | Simone Bolelli Rogério Dutra Silva Wayne Odesnik Lukáš Rosol      |
| 22 lipca | bet-at-home Cup Kitzbühel Kitzbühel ATP World Tour 250                    | František Čermák Julian Knowle  | 7:6(4), 3:6, 12-10   | Dustin Brown Paul Hanley                    | Martin Kližan Filippo Volandri         | Simone Bolelli Rogério Dutra Silva Wayne Odesnik Lukáš Rosol      |
| 23 lipca | Farmers Classic Los Angeles ATP World Tour 250                            | Sam Querrey                     | 6:0, 6:2             | Ričardas Berankis                           | Marinko Matošević Rajeev Ram           | Nicolas Mahut Xavier Malisse Leonardo Mayer Michael Russell       |
| 23 lipca | Farmers Classic Los Angeles ATP World Tour 250                            | Ruben Bemelmans Xavier Malisse  | 7:6(5), 4:6, 10-7    | Jamie Delgado Ken Skupski                   | Marinko Matošević Rajeev Ram           | Nicolas Mahut Xavier Malisse Leonardo Mayer Michael Russell       |
| 30 lipca | Citi Open Waszyngton ATP World Tour 500                                   | Ołeksandr Dołhopołow            | 6:7(7), 6:4, 6:1     | Tommy Haas                                  | Mardy Fish Sam Querrey                 | Kevin Anderson James Blake Tobias Kamke Xavier Malisse            |
| 30 lipca | Citi Open Waszyngton ATP World Tour 500                                   | Treat Huey Dominic Inglot       | 7:6(7), 6:7(9), 10-5 | Kevin Anderson Sam Querrey                  | Mardy Fish Sam Querrey                 | Kevin Anderson James Blake Tobias Kamke Xavier Malisse            |

| Data     | Turniej                                                 | Złoty medal                   | Wynik          | Srebrny medal                     | Brązowy medal                    | Wynik          | Czwarte miejsce                |
| 28 lipca | Letnie Igrzyska Olimpijskie Londyn Igrzyska olimpijskie | Andy Murray                   | 6:2, 6:1, 6:4  | Roger Federer                     | Juan Martín del Potro            | 7:5, 6:4       | Novak Đoković                  |
| 28 lipca | Letnie Igrzyska Olimpijskie Londyn Igrzyska olimpijskie | Bob Bryan Mike Bryan          | 6:4, 7:6(2)    | Michaël Llodra Jo-Wilfried Tsonga | Julien Benneteau Richard Gasquet | 7:6(4), 6:2    | David Ferrer Feliciano López   |
| 28 lipca | Letnie Igrzyska Olimpijskie Londyn Igrzyska olimpijskie | Maks Mirny Wiktoryja Azaranka | 2:6, 6:3, 10-8 | Andy Murray Laura Robson          | Mike Bryan Lisa Raymond          | 6:3, 4:6, 10-4 | Christopher Kas Sabine Lisicki |

## Sierpień
| Data        | Turniej                                                        | Zwycięzcy                      | Wynik                       | Finaliści                     | Półfinaliści                             | Ćwierćfinaliści                                                  |
| ----------- | -------------------------------------------------------------- | ------------------------------ | --------------------------- | ----------------------------- | ---------------------------------------- | ---------------------------------------------------------------- |
| 6 sierpnia  | Rogers Cup Toronto ATP World Tour Masters 1000                 | Novak Đoković                  | 6:3, 6:2                    | Richard Gasquet               | John Isner Janko Tipsarević              | Mardy Fish Marcel Granollers Tommy Haas Milos Raonic             |
| 6 sierpnia  | Rogers Cup Toronto ATP World Tour Masters 1000                 | Bob Bryan Mike Bryan           | 6:1, 4:6, 12-10             | Marcel Granollers Marc López  | John Isner Janko Tipsarević              | Mardy Fish Marcel Granollers Tommy Haas Milos Raonic             |
| 13 sierpnia | Western & Southern Open Cincinnati ATP World Tour Masters 1000 | Roger Federer                  | 6:0, 7:6(7)                 | Novak Đoković                 | Juan Martín del Potro Stanislas Wawrinka | Jérémy Chardy Marin Čilić Mardy Fish Milos Raonic                |
| 13 sierpnia | Western & Southern Open Cincinnati ATP World Tour Masters 1000 | Robert Lindstedt Horia Tecău   | 6:4, 6:4                    | Mahesh Bhupathi Rohan Bopanna | Juan Martín del Potro Stanislas Wawrinka | Jérémy Chardy Marin Čilić Mardy Fish Milos Raonic                |
| 19 sierpnia | Winston-Salem Open Winston-Salem ATP World Tour 250            | John Isner                     | 3:6, 6:4, 7:6(9)            | Tomáš Berdych                 | Sam Querrey Jo-Wilfried Tsonga           | Steve Darcis Ołeksandr Dołhopołow David Goffin Marcel Granollers |
| 19 sierpnia | Winston-Salem Open Winston-Salem ATP World Tour 250            | Santiago González Scott Lipsky | 6:3, 4:6, 10-2              | Pablo Andújar Leonardo Mayer  | Sam Querrey Jo-Wilfried Tsonga           | Steve Darcis Ołeksandr Dołhopołow David Goffin Marcel Granollers |
| 27 sierpnia | US Open Nowy Jork Wielki Szlem                                 | Andy Murray                    | 7:6(10), 7:5, 2:6, 3:6, 6:2 | Novak Đoković                 | Tomáš Berdych David Ferrer               | Marin Čilić Juan Martín del Potro Roger Federer Janko Tipsarević |
| 27 sierpnia | US Open Nowy Jork Wielki Szlem                                 | Bob Bryan Mike Bryan           | 6:3, 6:4                    | Leander Paes Radek Štěpánek   | Tomáš Berdych David Ferrer               | Marin Čilić Juan Martín del Potro Roger Federer Janko Tipsarević |

## Wrzesień
| Data        | Turniej                                                      | Zwycięzcy                            | Wynik          | Finaliści                        | Półfinaliści                       | Ćwierćfinaliści                                                               |
| ----------- | ------------------------------------------------------------ | ------------------------------------ | -------------- | -------------------------------- | ---------------------------------- | ----------------------------------------------------------------------------- |
| 17 września | Moselle Open Metz ATP World Tour 250                         | Jo-Wilfried Tsonga                   | 6:1, 6:2       | Andreas Seppi                    | Nikołaj Dawydienko Gaël Monfils    | Ivo Karlović Philipp Kohlschreiber Jesse Levine Florian Mayer                 |
| 17 września | Moselle Open Metz ATP World Tour 250                         | Nicolas Mahut Édouard Roger-Vasselin | 7:6(3), 6:4    | Johan Brunström Frederik Nielsen | Nikołaj Dawydienko Gaël Monfils    | Ivo Karlović Philipp Kohlschreiber Jesse Levine Florian Mayer                 |
| 17 września | St. Petersburg Open Petersburg ATP World Tour 250            | Martin Kližan                        | 6:2, 6:3       | Fabio Fognini                    | Daniel Gimeno-Traver Michaił Jużny | Roberto Bautista-Agut Ričardas Berankis Flavio Cipolla Guillermo García-López |
| 17 września | St. Petersburg Open Petersburg ATP World Tour 250            | Rajeev Ram Nenad Zimonjić            | 6:2, 4:6, 10-6 | Lukáš Lacko Igor Zelenay         | Daniel Gimeno-Traver Michaił Jużny | Roberto Bautista-Agut Ričardas Berankis Flavio Cipolla Guillermo García-López |
| 24 września | Thailand Open Bangkok ATP World Tour 250                     | Richard Gasquet                      | 6:2, 6:1       | Gilles Simon                     | Jarkko Nieminen Janko Tipsarević   | Gaël Monfils Milos Raonic Bernard Tomic Fernando Verdasco                     |
| 24 września | Thailand Open Bangkok ATP World Tour 250                     | Lu Yen-hsun Danai Udomchoke          | 6:3, 6:4       | Eric Butorac Paul Hanley         | Jarkko Nieminen Janko Tipsarević   | Gaël Monfils Milos Raonic Bernard Tomic Fernando Verdasco                     |
| 24 września | Malaysian Open, Kuala Lumpur Kuala Lumpur ATP World Tour 250 | Juan Mónaco                          | 7:5, 4:6, 6:3  | Julien Benneteau                 | David Ferrer Kei Nishikori         | Nikołaj Dawydienko Alejandro Falla Vasek Pospisil Igor Sijsling               |
| 24 września | Malaysian Open, Kuala Lumpur Kuala Lumpur ATP World Tour 250 | Alexander Peya Bruno Soares          | 5:7, 7:5, 10-7 | Colin Fleming Ross Hutchins      | David Ferrer Kei Nishikori         | Nikołaj Dawydienko Alejandro Falla Vasek Pospisil Igor Sijsling               |

## Październik
| Data            | Turniej                                                          | Zwycięzcy                        | Wynik               | Finaliści                              | Półfinaliści                       | Ćwierćfinaliści                                                    |
| --------------- | ---------------------------------------------------------------- | -------------------------------- | ------------------- | -------------------------------------- | ---------------------------------- | ------------------------------------------------------------------ |
| 1 października  | China Open Pekin ATP World Tour 500                              | Novak Đoković                    | 7:6(4), 6:2         | Jo-Wilfried Tsonga                     | Feliciano López Florian Mayer      | Michaił Jużny Jürgen Melzer Sam Querrey Zhang Ze                   |
| 1 października  | China Open Pekin ATP World Tour 500                              | Bob Bryan Mike Bryan             | 6:3, 6:2            | Carlos Berlocq Denis Istomin           | Feliciano López Florian Mayer      | Michaił Jużny Jürgen Melzer Sam Querrey Zhang Ze                   |
| 1 października  | Rakuten Japan Open Tennis Championships Tokio ATP World Tour 500 | Kei Nishikori                    | 7:6(5), 3:6, 6:0    | Milos Raonic                           | Andy Murray Markos Pagdatis        | Tomáš Berdych Janko Tipsarević Dmitrij Tursunow Stanislas Wawrinka |
| 1 października  | Rakuten Japan Open Tennis Championships Tokio ATP World Tour 500 | Alexander Peya Bruno Soares      | 6:3, 7:6(5)         | Leander Paes Radek Štěpánek            | Andy Murray Markos Pagdatis        | Tomáš Berdych Janko Tipsarević Dmitrij Tursunow Stanislas Wawrinka |
| 7 października  | Shanghai Rolex Masters Szanghaj ATP World Tour Masters 1000      | Novak Đoković                    | 5:7, 7:6(11), 6:3   | Andy Murray                            | Tomáš Berdych Roger Federer        | Marin Čilić Tommy Haas Radek Štěpánek Jo-Wilfried Tsonga           |
| 7 października  | Shanghai Rolex Masters Szanghaj ATP World Tour Masters 1000      | Leander Paes Radek Štěpánek      | 6:7(7), 6:3, 10-5   | Mahesh Bhupathi Rohan Bopanna          | Tomáš Berdych Roger Federer        | Marin Čilić Tommy Haas Radek Štěpánek Jo-Wilfried Tsonga           |
| 15 października | Erste Bank Open Wiedeń ATP World Tour 250                        | Juan Martín del Potro            | 7:5, 6:3            | Grega Žemlja                           | Gilles Müller Janko Tipsarević     | Aljaž Bedene Tommy Haas Paolo Lorenzi Marinko Matošević            |
| 15 października | Erste Bank Open Wiedeń ATP World Tour 250                        | Andre Begemann Martin Emmrich    | 6:4, 3:6, 10-4      | Julian Knowle Filip Polášek            | Gilles Müller Janko Tipsarević     | Aljaž Bedene Tommy Haas Paolo Lorenzi Marinko Matošević            |
| 15 października | If Stockholm Open Sztokholm ATP World Tour 250                   | Tomáš Berdych                    | 4:6, 6:4, 6:4       | Jo-Wilfried Tsonga                     | Nicolás Almagro Markos Pagdatis    | Ričardas Berankis Lleyton Hewitt Michaił Jużny Serhij Stachowski   |
| 15 października | If Stockholm Open Sztokholm ATP World Tour 250                   | Marcelo Melo Bruno Soares        | 6:7(4), 7:5, 10-6   | Robert Lindstedt Nenad Zimonjić        | Nicolás Almagro Markos Pagdatis    | Ričardas Berankis Lleyton Hewitt Michaił Jużny Serhij Stachowski   |
| 15 października | Kremlin Cup Moskwa ATP World Tour 250                            | Andreas Seppi                    | 3:6, 7:6(3), 6:3    | Thomaz Bellucci                        | Malik al-Dżaziri Ivo Karlović      | Tatsuma Itō Jerzy Janowicz Édouard Roger-Vasselin Lukáš Rosol      |
| 15 października | Kremlin Cup Moskwa ATP World Tour 250                            | František Čermák Michal Mertiňák | 7:5, 6:3            | Simone Bolelli Daniele Bracciali       | Malik al-Dżaziri Ivo Karlović      | Tatsuma Itō Jerzy Janowicz Édouard Roger-Vasselin Lukáš Rosol      |
| 21 października | Valencia Open 500 Walencja ATP World Tour 500                    | David Ferrer                     | 6:1, 3:6, 6:4       | Ołeksandr Dołhopołow                   | Ivan Dodig Jürgen Melzer           | Nicolás Almagro Marin Čilić David Goffin Marcel Granollers         |
| 21 października | Valencia Open 500 Walencja ATP World Tour 500                    | Alexander Peya Bruno Soares      | 6:3, 6:2            | David Marrero Fernando Verdasco        | Ivan Dodig Jürgen Melzer           | Nicolás Almagro Marin Čilić David Goffin Marcel Granollers         |
| 22 października | Swiss Indoors Basel Bazylea ATP World Tour 500                   | Juan Martín del Potro            | 6:4, 6:7(5), 7:6(3) | Roger Federer                          | Richard Gasquet Paul-Henri Mathieu | Kevin Anderson Grigor Dimitrow Michaił Jużny Benoît Paire          |
| 22 października | Swiss Indoors Basel Bazylea ATP World Tour 500                   | Daniel Nestor Nenad Zimonjić     | 7:5, 6:7(4), 10-5   | Treat Huey Dominic Inglot              | Richard Gasquet Paul-Henri Mathieu | Kevin Anderson Grigor Dimitrow Michaił Jużny Benoît Paire          |
| 29 października | BNP Paribas Masters Paryż ATP World Tour Masters 1000            | David Ferrer                     | 6:4, 6:3            | Jerzy Janowicz                         | Michaël Llodra Gilles Simon        | Tomáš Berdych Sam Querrey Janko Tipsarević Jo-Wilfried Tsonga      |
| 29 października | BNP Paribas Masters Paryż ATP World Tour Masters 1000            | Mahesh Bhupathi Rohan Bopanna    | 7:6(6), 6:3         | Aisam-ul-Haq Qureshi Jean-Julien Rojer | Michaël Llodra Gilles Simon        | Tomáš Berdych Sam Querrey Janko Tipsarević Jo-Wilfried Tsonga      |

## Listopad
| Data        | Turniej                                            | Zwycięzcy                    | Wynik          | Finaliści                     | Półfinaliści                      | Ćwierćfinaliści                                                |
| ----------- | -------------------------------------------------- | ---------------------------- | -------------- | ----------------------------- | --------------------------------- | -------------------------------------------------------------- |
| 5 listopada | ATP World Tour Finals Londyn ATP World Tour Finals | Novak Đoković                | 7:6(6), 7:5    | Roger Federer                 | Juan Martín del Potro Andy Murray | Tomáš Berdych David Ferrer Janko Tipsarević Jo-Wilfried Tsonga |
| 5 listopada | ATP World Tour Finals Londyn ATP World Tour Finals | Marcel Granollers Marc López | 7:5, 3:6, 10-3 | Mahesh Bhupathi Rohan Bopanna | Juan Martín del Potro Andy Murray | Tomáš Berdych David Ferrer Janko Tipsarević Jo-Wilfried Tsonga |

## Wielki Szlem
| Turniej         | Gra pojedyncza | Gra podwójna                     | Gra mieszana                      |
| Australian Open | Novak Đoković  | Leander Paes Radek Štěpánek      | Horia Tecău Bethanie Mattek-Sands |
| French Open     | Rafael Nadal   | Maks Mirny Daniel Nestor         | Mahesh Bhupathi Sania Mirza       |
| Wimbledon       | Roger Federer  | Jonathan Marray Frederik Nielsen | Mike Bryan Lisa Raymond           |
| US Open         | Andy Murray    | Bob Bryan Mike Bryan             | Bruno Soares Jekatierina Makarowa |

## Wygrane turnieje
Stan na koniec sezonu.

### gra pojedyncza – klasyfikacja tenisistów
| Lp. | Wygrane | Tenisista             | Państwo           |
| 1   | 7       | David Ferrer          | Hiszpania         |
| 2   | 6       | Roger Federer         | Szwajcaria        |
|     | 6       | Novak Đoković         | Serbia            |
| 3   | 4       | Rafael Nadal          | Hiszpania         |
|     | 4       | Juan Mónaco           | Argentyna         |
|     | 4       | Juan Martín del Potro | Argentyna         |
| 4   | 3       | Andy Murray           | Wielka Brytania   |
| 5   | 2       | Milos Raonic          | Kanada            |
|     | 2       | Nicolás Almagro       | Hiszpania         |
|     | 2       | Marin Čilić           | Chorwacja         |
|     | 2       | Andy Roddick          | Stany Zjednoczone |
|     | 2       | John Isner            | Stany Zjednoczone |
|     | 2       | Jo-Wilfried Tsonga    | Francja           |
|     | 2       | Tomáš Berdych         | Czechy            |
|     | 2       | Andreas Seppi         | Włochy            |
| 6   | 1       | Jarkko Nieminen       | Finlandia         |
|     | 1       | Michaił Jużny         | Rosja             |
|     | 1       | Jürgen Melzer         | Austria           |
|     | 1       | Kevin Anderson        | Południowa Afryka |
|     | 1       | Pablo Andújar         | Hiszpania         |
|     | 1       | Gilles Simon          | Francja           |
|     | 1       | Philipp Kohlschreiber | Niemcy            |
|     | 1       | Tommy Haas            | Niemcy            |
|     | 1       | Janko Tipsarević      | Serbia            |
|     | 1       | Thomaz Bellucci       | Brazylia          |
|     | 1       | Robin Haase           | Holandia          |
|     | 1       | Sam Querrey           | Stany Zjednoczone |
|     | 1       | Ołeksandr Dołhopołow  | Ukraina           |
|     | 1       | Martin Kližan         | Słowacja          |
|     | 1       | Richard Gasquet       | Francja           |
|     | 1       | Kei Nishikori         | Japonia           |

### gra pojedyncza – klasyfikacja państw
| Lp. | Państwo           | Turnieje |
| 1   | Hiszpania         | 14       |
| 2   | Argentyna         | 8        |
| 3   | Serbia            | 7        |
| 4   | Szwajcaria        | 6        |
| 5   | Stany Zjednoczone | 5        |
| 6   | Francja           | 4        |
| 7   | Wielka Brytania   | 3        |
| 8   | Kanada            | 2        |
|     | Niemcy            | 2        |
|     | Chorwacja         | 2        |
|     | Czechy            | 2        |
|     | Włochy            | 2        |
| 9   | Finlandia         | 1        |
|     | Rosja             | 1        |
|     | Austria           | 1        |
|     | Południowa Afryka | 1        |
|     | Brazylia          | 1        |
|     | Holandia          | 1        |
|     | Ukraina           | 1        |
|     | Słowacja          | 1        |
|     | Japonia           | 1        |

### gra podwójna – klasyfikacja tenisistów
| Lp. | Wygrane | Tenisista              | Państwo           |
| 1   | 7       | Bob Bryan              | Stany Zjednoczone |
|     | 7       | Mike Bryan             | Stany Zjednoczone |
| 2   | 5       | Bruno Soares           | Brazylia          |
|     | 5       | Daniel Nestor          | Kanada            |
| 3   | 4       | Maks Mirny             | Białoruś          |
|     | 4       | David Marrero          | Hiszpania         |
|     | 4       | Fernando Verdasco      | Hiszpania         |
|     | 4       | Robert Lindstedt       | Szwecja           |
|     | 4       | Horia Tecău            | Rumunia           |
|     | 4       | Leander Paes           | Indie             |
|     | 4       | Alexander Peya         | Austria           |
|     | 4       | Marc López             | Hiszpania         |
| 4   | 3       | Nicolas Mahut          | Francja           |
|     | 3       | Édouard Roger-Vasselin | Francja           |
|     | 3       | Radek Štěpánek         | Czechy            |
|     | 3       | František Čermák       | Czechy            |
|     | 3       | Nenad Zimonjić         | Serbia            |
|     | 3       | Marcel Granollers      | Hiszpania         |
| 5   | 2       | Filip Polášek          | Słowacja          |
|     | 2       | Mariusz Fyrstenberg    | Polska            |
|     | 2       | Marcin Matkowski       | Polska            |
|     | 2       | Aisam-ul-Haq Qureshi   | Pakistan          |
|     | 2       | Jean-Julien Rojer      | Holandia          |
|     | 2       | Colin Fleming          | Wielka Brytania   |
|     | 2       | Ross Hutchins          | Wielka Brytania   |
|     | 2       | Xavier Malisse         | Belgia            |
|     | 2       | Santiago González      | Meksyk            |
|     | 2       | Scott Lipsky           | Stany Zjednoczone |
|     | 2       | Mahesh Bhupathi        | Indie             |
|     | 2       | Rohan Bopanna          | Indie             |
| 6   | 1       | Janko Tipsarević       | Serbia            |
|     | 1       | Lukáš Rosol            | Czechy            |
|     | 1       | Oliver Marach          | Austria           |
|     | 1       | Markos Pagdatis        | Cypr              |
|     | 1       | Michaił Jużny          | Rosja             |
|     | 1       | Fred Gil               | Portugalia        |
|     | 1       | Daniel Gimeno-Traver   | Hiszpania         |
|     | 1       | Michaël Llodra         | Francja           |
|     | 1       | Eric Butorac           | Stany Zjednoczone |
|     | 1       | Mark Knowles           | Bahamy            |
|     | 1       | Rafael Nadal           | Hiszpania         |
|     | 1       | Dustin Brown           | Niemcy            |
|     | 1       | Paul Hanley            | Australia         |
|     | 1       | James Blake            | Stany Zjednoczone |
|     | 1       | Sam Querrey            | Stany Zjednoczone |
|     | 1       | Jonatan Erlich         | Izrael            |
|     | 1       | Andy Ram               | Izrael            |
|     | 1       | Jonathan Marray        | Wielka Brytania   |
|     | 1       | Frederik Nielsen       | Dania             |
|     | 1       | Jérémy Chardy          | Francja           |
|     | 1       | Łukasz Kubot           | Polska            |
|     | 1       | Matthew Ebden          | Australia         |
|     | 1       | Ryan Harrison          | Stany Zjednoczone |
|     | 1       | Julian Knowle          | Austria           |
|     | 1       | Ruben Bemelmans        | Belgia            |
|     | 1       | Treat Huey             | Filipiny          |
|     | 1       | Dominic Inglot         | Wielka Brytania   |
|     | 1       | Rajeev Ram             | Stany Zjednoczone |
|     | 1       | Lu Yen-hsun            | Chińskie Tajpej   |
|     | 1       | Danai Udomchoke        | Tajlandia         |
|     | 1       | Andre Begemann         | Niemcy            |
|     | 1       | Martin Emmrich         | Niemcy            |
|     | 1       | Marcelo Melo           | Brazylia          |
|     | 1       | Michal Mertiňák        | Słowacja          |

### gra podwójna – klasyfikacja państw
| Lp. | Państwo           | Turnieje |
| 1   | Stany Zjednoczone | 21       |
| 2   | Hiszpania         | 17       |
| 3   | Francja           | 8        |
|     | Indie             | 8        |
| 4   | Czechy            | 7        |
| 5   | Wielka Brytania   | 6        |
|     | Brazylia          | 6        |
|     | Austria           | 6        |
| 6   | Polska            | 5        |
|     | Kanada            | 5        |
| 7   | Białoruś          | 4        |
|     | Szwecja           | 4        |
|     | Rumunia           | 4        |
|     | Serbia            | 4        |
| 8   | Belgia            | 3        |
|     | Niemcy            | 3        |
|     | Słowacja          | 3        |
| 9   | Izrael            | 2        |
|     | Pakistan          | 2        |
|     | Holandia          | 2        |
|     | Australia         | 2        |
|     | Meksyk            | 2        |
| 10  | Cypr              | 1        |
|     | Rosja             | 1        |
|     | Portugalia        | 1        |
|     | Bahamy            | 1        |
|     | Dania             | 1        |
|     | Filipiny          | 1        |
|     | Chińskie Tajpej   | 1        |
|     | Tajlandia         | 1        |

### ogólna klasyfikacja tenisistów
| Lp. | Tenisista              | Singel | Debel | Mikst | Suma |
| 1   | David Ferrer           | 7      | 0     | 0     | 7    |
| 2   | Roger Federer          | 6      | 0     | 0     | 6    |
|     | Novak Đoković          | 6      | 0     | 0     | 6    |
| 3   | Rafael Nadal           | 4      | 1     | 0     | 5    |
| 4   | Juan Mónaco            | 4      | 0     | 0     | 4    |
|     | Juan Martín del Potro  | 4      | 0     | 0     | 4    |
| 5   | Andy Murray            | 3      | 0     | 0     | 3    |
| 6   | Milos Raonic           | 2      | 0     | 0     | 2    |
|     | Nicolás Almagro        | 2      | 0     | 0     | 2    |
|     | Marin Čilić            | 2      | 0     | 0     | 2    |
|     | Andy Roddick           | 2      | 0     | 0     | 2    |
|     | John Isner             | 2      | 0     | 0     | 2    |
|     | Jo-Wilfried Tsonga     | 2      | 0     | 0     | 2    |
|     | Tomáš Berdych          | 2      | 0     | 0     | 2    |
|     | Andreas Seppi          | 2      | 0     | 0     | 2    |
| 7   | Michaił Jużny          | 1      | 1     | 0     | 2    |
|     | Janko Tipsarević       | 1      | 1     | 0     | 2    |
|     | Sam Querrey            | 1      | 1     | 0     | 2    |
| 8   | Jarkko Nieminen        | 1      | 0     | 0     | 1    |
|     | Jürgen Melzer          | 1      | 0     | 0     | 1    |
|     | Kevin Anderson         | 1      | 0     | 0     | 1    |
|     | Pablo Andújar          | 1      | 0     | 0     | 1    |
|     | Gilles Simon           | 1      | 0     | 0     | 1    |
|     | Philipp Kohlschreiber  | 1      | 0     | 0     | 1    |
|     | Tommy Haas             | 1      | 0     | 0     | 1    |
|     | Thomaz Bellucci        | 1      | 0     | 0     | 1    |
|     | Robin Haase            | 1      | 0     | 0     | 1    |
|     | Ołeksandr Dołhopołow   | 1      | 0     | 0     | 1    |
|     | Martin Kližan          | 1      | 0     | 0     | 1    |
|     | Richard Gasquet        | 1      | 0     | 0     | 1    |
|     | Kei Nishikori          | 1      | 0     | 0     | 1    |
| 9   | Mike Bryan             | 0      | 7     | 1     | 8    |
| 10  | Bob Bryan              | 0      | 7     | 0     | 7    |
| 11  | Bruno Soares           | 0      | 5     | 1     | 6    |
| 12  | Daniel Nestor          | 0      | 5     | 0     | 5    |
| 13  | Maks Mirny             | 0      | 4     | 1     | 5    |
|     | Horia Tecău            | 0      | 4     | 1     | 5    |
| 14  | David Marrero          | 0      | 4     | 0     | 4    |
|     | Fernando Verdasco      | 0      | 4     | 0     | 4    |
|     | Robert Lindstedt       | 0      | 4     | 0     | 4    |
|     | Leander Paes           | 0      | 4     | 0     | 4    |
|     | Alexander Peya         | 0      | 4     | 0     | 4    |
|     | Marc López             | 0      | 4     | 0     | 4    |
| 15  | Nicolas Mahut          | 0      | 3     | 0     | 3    |
|     | Édouard Roger-Vasselin | 0      | 3     | 0     | 3    |
|     | Radek Štěpánek         | 0      | 3     | 0     | 3    |
|     | František Čermák       | 0      | 3     | 0     | 3    |
|     | Nenad Zimonjić         | 0      | 3     | 0     | 3    |
|     | Marcel Granollers      | 0      | 3     | 0     | 3    |
| 16  | Mahesh Bhupathi        | 0      | 2     | 1     | 3    |
| 17  | Filip Polášek          | 0      | 2     | 0     | 2    |
|     | Mariusz Fyrstenberg    | 0      | 2     | 0     | 2    |
|     | Marcin Matkowski       | 0      | 2     | 0     | 2    |
|     | Aisam-ul-Haq Qureshi   | 0      | 2     | 0     | 2    |
|     | Jean-Julien Rojer      | 0      | 2     | 0     | 2    |
|     | Colin Fleming          | 0      | 2     | 0     | 2    |
|     | Ross Hutchins          | 0      | 2     | 0     | 2    |
|     | Xavier Malisse         | 0      | 2     | 0     | 2    |
|     | Santiago González      | 0      | 2     | 0     | 2    |
|     | Scott Lipsky           | 0      | 2     | 0     | 2    |
|     | Rohan Bopanna          | 0      | 2     | 0     | 2    |
| 18  | Lukáš Rosol            | 0      | 1     | 0     | 1    |
|     | Oliver Marach          | 0      | 1     | 0     | 1    |
|     | Markos Pagdatis        | 0      | 1     | 0     | 1    |
|     | Fred Gil               | 0      | 1     | 0     | 1    |
|     | Daniel Gimeno-Traver   | 0      | 1     | 0     | 1    |
|     | Michaël Llodra         | 0      | 1     | 0     | 1    |
|     | Eric Butorac           | 0      | 1     | 0     | 1    |
|     | Mark Knowles           | 0      | 1     | 0     | 1    |
|     | Dustin Brown           | 0      | 1     | 0     | 1    |
|     | Paul Hanley            | 0      | 1     | 0     | 1    |
|     | James Blake            | 0      | 1     | 0     | 1    |
|     | Jonatan Erlich         | 0      | 1     | 0     | 1    |
|     | Andy Ram               | 0      | 1     | 0     | 1    |
|     | Jonathan Marray        | 0      | 1     | 0     | 1    |
|     | Frederik Nielsen       | 0      | 1     | 0     | 1    |
|     | Jérémy Chardy          | 0      | 1     | 0     | 1    |
|     | Łukasz Kubot           | 0      | 1     | 0     | 1    |
|     | Matthew Ebden          | 0      | 1     | 0     | 1    |
|     | Ryan Harrison          | 0      | 1     | 0     | 1    |
|     | Julian Knowle          | 0      | 1     | 0     | 1    |
|     | Ruben Bemelmans        | 0      | 1     | 0     | 1    |
|     | Treat Huey             | 0      | 1     | 0     | 1    |
|     | Dominic Inglot         | 0      | 1     | 0     | 1    |
|     | Rajeev Ram             | 0      | 1     | 0     | 1    |
|     | Lu Yen-hsun            | 0      | 1     | 0     | 1    |
|     | Danai Udomchoke        | 0      | 1     | 0     | 1    |
|     | Andre Begemann         | 0      | 1     | 0     | 1    |
|     | Martin Emmrich         | 0      | 1     | 0     | 1    |
|     | Marcelo Melo           | 0      | 1     | 0     | 1    |
|     | Michal Mertiňák        | 0      | 1     | 0     | 1    |

### ogólna klasyfikacja państw
| Lp. | Państwo           | Singel | Debel | Mikst | Suma |
| 1   | Hiszpania         | 14     | 17    | 0     | 31   |
| 2   | Argentyna         | 8      | 0     | 0     | 8    |
| 3   | Serbia            | 7      | 4     | 0     | 11   |
| 4   | Szwajcaria        | 6      | 0     | 0     | 6    |
| 5   | Stany Zjednoczone | 5      | 21    | 1     | 27   |
| 6   | Francja           | 4      | 8     | 0     | 12   |
| 7   | Wielka Brytania   | 3      | 6     | 0     | 9    |
| 8   | Czechy            | 2      | 7     | 0     | 9    |
| 9   | Kanada            | 2      | 5     | 0     | 7    |
| 10  | Niemcy            | 2      | 3     | 0     | 5    |
| 11  | Chorwacja         | 2      | 0     | 0     | 2    |
|     | Włochy            | 2      | 0     | 0     | 2    |
| 12  | Brazylia          | 1      | 6     | 1     | 8    |
| 13  | Austria           | 1      | 6     | 0     | 7    |
| 14  | Holandia          | 1      | 2     | 0     | 3    |
| 15  | Rosja             | 1      | 1     | 0     | 2    |
| 16  | Finlandia         | 1      | 0     | 0     | 1    |
|     | Południowa Afryka | 1      | 0     | 0     | 1    |
|     | Ukraina           | 1      | 0     | 0     | 1    |
|     | Japonia           | 1      | 0     | 0     | 1    |
| 17  | Indie             | 0      | 8     | 1     | 9    |
| 18  | Polska            | 0      | 5     | 0     | 5    |
| 19  | Białoruś          | 0      | 4     | 1     | 5    |
|     | Rumunia           | 0      | 4     | 1     | 5    |
| 20  | Szwecja           | 0      | 4     | 0     | 4    |
|     | Słowacja          | 0      | 4     | 0     | 4    |
| 21  | Belgia            | 0      | 3     | 0     | 3    |
| 22  | Izrael            | 0      | 2     | 0     | 2    |
|     | Pakistan          | 0      | 2     | 0     | 2    |
|     | Australia         | 0      | 2     | 0     | 2    |
|     | Meksyk            | 0      | 2     | 0     | 2    |
| 23  | Cypr              | 0      | 1     | 0     | 1    |
|     | Portugalia        | 0      | 1     | 0     | 1    |
|     | Bahamy            | 0      | 1     | 0     | 1    |
|     | Dania             | 0      | 1     | 0     | 1    |
|     | Filipiny          | 0      | 1     | 0     | 1    |
|     | Chińskie Tajpej   | 0      | 1     | 0     | 1    |
|     | Tajlandia         | 0      | 1     | 0     | 1    |

## Obronione tytuły
- Leander Paes – Madras (debel), Miami (debel)
- David Ferrer – Auckland (singel), Acapulco (singel)
- Novak Đoković – Australian Open (singel), Miami (singel), Toronto (singel)
- Nicolás Almagro – São Paulo (singel), Nicea (singel)
- Bruno Soares – São Paulo (debel)
- Milos Raonic – San José (singel)
- Maks Mirny – Memphis (debel), French Open (debel)
- Daniel Nestor – Memphis (debel), French Open (debel)
- Pablo Andújar – Casablanca (singel)
- Rafael Nadal – Monte Carlo (singel), Barcelona (singel), French Open (singel)
- Bob Bryan – Monte Carlo (debel)
- Mike Bryan – Monte Carlo (debel)
- Juan Martín del Potro – Estoril (singel)
- Jean-Julien Rojer – Estoril (debel)
- Aisam-ul-Haq Qureshi – Halle (debel)
- Robert Lindstedt – Båstad (debel)
- Horia Tecău – Båstad (debel)
- John Isner – Newport (singel), Winston-Salem (singel)
- Matthew Ebden – Atlanta (debel)
- Robin Haase – Kitzbühel (singel)
- Xavier Malisse – Atlanta (debel)
- Jo-Wilfried Tsonga – Metz (singel)
- František Čermák – Moskwa (debel)
- Nenad Zimonjić – Bazylea (debel)
- Rohan Bopanna – Paryż (debel)